# Thread-Drift
Thread-Drift ist eine Abweichung vom Hauptdiskussionsthema auf einer Diskussionsplattform zum Beispiel im World Wide Web, auf Mailinglisten oder im Usenet. Es tritt besonders häufig in Online-Foren oder -Boards auf.
In der Regel laufen Diskussionen in einem Forum über ein bestimmtes Thema, das im Titel des Threads gespeichert ist.
Normalerweise beschäftigen sich die Diskussionen auch nur mit diesem Thema, aber unter Umständen kann es zum Thread-Drift kommen.

## Thread-Drift und die User
In einigen Foren oder Boards besitzen diese Thread-Drifts verschiedenes Ansehen. Einige sehen diese Art der Abweichung als Spam an, während andere es für recht amüsant halten und sich freuen, dass auch das Zwischenmenschliche ein wenig zur Geltung kommt.
Oft werden Moderatoren eingesetzt, um Thread-Drift zu verhindern oder rückgängig zu machen, sofern dieses Phänomen auf dem entsprechenden Bereich der online-Diskussionsplattform unerwünscht ist.
Auf  einigen online-Diskussionsplattformen gibt es auch extra Bereiche, die als Off-topic oder Spamforum gekennzeichnet sind, wo Thread-Drift nicht verboten ist.

## Foren und Boards
Im World Wide Web sind Foren und Boards die beliebtesten Online-Diskussionsplattformen.
Sie haben beide eine verschiedene Struktur und somit sind sie von Thread-Drift auch verschieden betroffen.
Boards sind linear aufgebaut, d. h. auf ein Post kann es nur eine darauffolgende Antwort geben. Daher greift man auch oft zu Zitaten, um den Bezug zwischen einzelnen Posts zu verdeutlichen. Die Posts sind also wirklich sprichwörtlich an einem Faden, also Thread, „aufgehängt“ und es gibt eine feste Reihenfolge.
Kommt es nun zu einem Thread-Drift, so wird die gesamte Diskussion in die Richtung der Themenabweichung umgelenkt und das ursprüngliche Diskussionsthema geht verloren.
Im Gegensatz zu Boards sind Foren mehrdimensional aufgebaut und ein Post kann mehrere direkte Nachfolgeposts haben.
Es handelt sich hier also nicht um einen Faden, sondern um eine Art Baum, der sich verschieden verzweigen kann.
Dies ermöglicht Abspaltungen vom Hauptthema, indem einfach ein neuer „Ast“ mit einem Nebenthema als Anschluss an ein Post zu dem Hauptthema erstellt wird. Die Diskussion kann dann getrennt und gleichzeitig sowohl das Hauptthema als auch das Nebenthema(also den Thread-Drift) verfolgen. Die inhaltlichen Bezüge sind dabei durch die hierarchische Baumstruktur klargestellt.